# Jasikovica
Jasikovica (cyr. Јасиковица) – wieś w Serbii, w okręgu rasińskim, w gminie Trstenik. W 2011 roku liczyła 582 mieszkańców.